# Østdelen af Læsø
Hele Østdelen af Læsø, et strand-, klit- og hedeareal på den østligste del af Læsø blev fredet i 1963, i alt 266 hektar. Bortset fra nogle få sommerhuse har naturen her fået lov til at råde. Området er en del af Natura 2000-område nr. 9 Strandenge på Læsø og havet syd herfor

## Landskabet
Ved nordkysten ligger Danzigmand Klit, der er den højeste af klitterne, som kanter det fredede områdes nordkyst. Herfra er der en fin udsigt mod syd over hele Syrsig, som er et stort, fladt mose- og hedeområde med en del småvander.
Syrodde udgør det nordøstligste punkt på Læsø, og syd herfor ligger halvøen Bløden Hale og barriereøerne Store Knot, Lille Knot og Knogen, der repræsenterer det alleryngste af øen, idet disse områder er lagt til af havet i løbet af de sidste få århundreder. Mens nordkysten af Læsø over store stræk eroderes af havstrømmene, bliver der ved Bløden aflejret sand og grus i et strandvoldsmønster, som de fleste steder let kan erkendes i landskabet. Strandvoldene, som udgør den ”tynde” og sydligste del af Bløden Hale, er ikke mere end 50-60 år gamle. Mod syd dukker der mange steder sand- eller stengrunde op, som ikke figurerer på kortene. Nogle af dem vil snart forsvinde igen, de fleste bliver i længere tid.

## Plantelivet
Vegetationen i hede-mosearealerne følger det kendte mønster: på rimmerne (de gamle strandvolde) domineres plantevæksten af hedelyng, revling og krybende pil. I de fugtigere mellemliggende arealer (dobber) vokser mosepors, klokkelyng og græsarten blåtop. Benbræk og plettet gøgeurt findes også her.
På Bløden Hale går vegetationen over i strandeng. Her vokser bl.a. tætblomstret hindebæger, strandmalurt, strandtusindgylden og sandkryb. Der er hegnet for kvæg på en del af strandengene, som herved holdes lysåbne. På de ikke-græssede arealer kommer bl.a. bevoksninger af strandkogleaks .

## Dyrelivet
De udstrakte lavvandede havflader med store sten og småholme er et godt spisekammer for en mængde vandfuglearter. Derfor er havet syd og vest for Knotterne og hele Bovet Bugt udlagt som vildtreservat for at give fuglene fred til både rast og yngel.
Knotterne rummer Danmarks eneste større koloni af svartbag. Andre ynglefugle er (nogle kun sporadisk) edderfugl, gråand, gravand, strandskade, stor præstekrave, toppet skallesluger, rødben, sølvmåge, stormmåge, sandterne, havterne, dværgterne, splitterne, knopsvane, stor regnspove.
Fra toppen af Danzigmand kan man gøre gode iagttagelser. Herfra ses sælhunderevet mod nordvest med mulighed for at se sæler. Danzigmand har sit navn efter et skib fra Danzig, som strandede her i 1741. I hele området ses også rigtig mange fuglearter under forårsfugletrækket, også mange småfugle.